# Erebia tridentina
Erebia tridentina är en fjärilsart som beskrevs av Von Mentzer 1958. Erebia tridentina ingår i släktet Erebia och familjen praktfjärilar. Inga underarter finns listade i Catalogue of Life.